# القبابات
قرية القبابات هي إحدى القرى التابعة لمركز أطفيح في محافظة الجيزة في جمهورية مصر العربية. حسب إحصاءات سنة 2006، بلغ إجمالي السكان في القبابات 27980 نسمة، منهم 14436 رجل و13544 امرأة. وتعد القبابات قاعدة لإحدى الوحدات المحلية التابعة لمركز أطفيح، وتتبعها قرية واحدة فقط، وهي كفر الواصلين.